# Cailla
Cailla  es una localidad y comuna francesa, situada en el departamento del Aude en la región de Languedoc-Roussillon. 
A sus habitantes se les conoce por el gentilicio Caillanoles.

## Demografía
| 12 | 17 | 28 | 41 | 48 | 51 |
| Para los censos de 1962 a 1999 la población legal corresponde a la población sin duplicidades (Fuente: INSEE [Consultar]) |    |    |    |    |    |

(Población sans doubles comptes según la metodología del INSEE).